# Partizánska Ľupča
Partizánska Ľupča es un municipio del distrito de Liptovský Mikuláš en la región de Žilina, Eslovaquia, con una población estimada a final del año 2024 de 1299 habitantes.
Se encuentra ubicado al sureste de la región, cerca del curso alto del río Váh (cuenca hidrográfica del Danubio), de los montes Tatras y de la frontera con Polonia y las regiones de Prešov y Banská Bystrica.

## Demografía
| Año        | 1994 | 2004    | 2014    | 2024    |
| ---------- | ---- | ------- | ------- | ------- |
| Población  | 1268 | 1242    | 1234    | 1299    |
| Diferencia |      | −2,05 % | −0,64 % | +5,26 % |

| Año        | 2023 | 2024    |
| ---------- | ---- | ------- |
| Población  | 1320 | 1299    |
| Diferencia |      | −1,59 % |